# Plerione

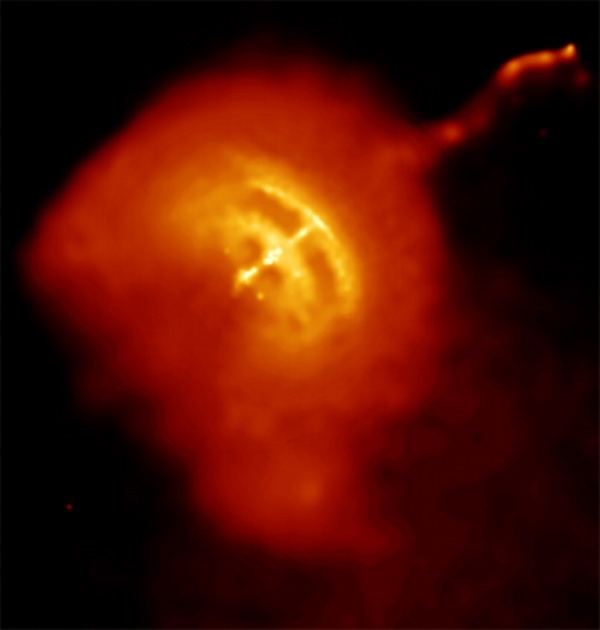
La Pulsar delle Vele (al centro) e il plerione circostante.

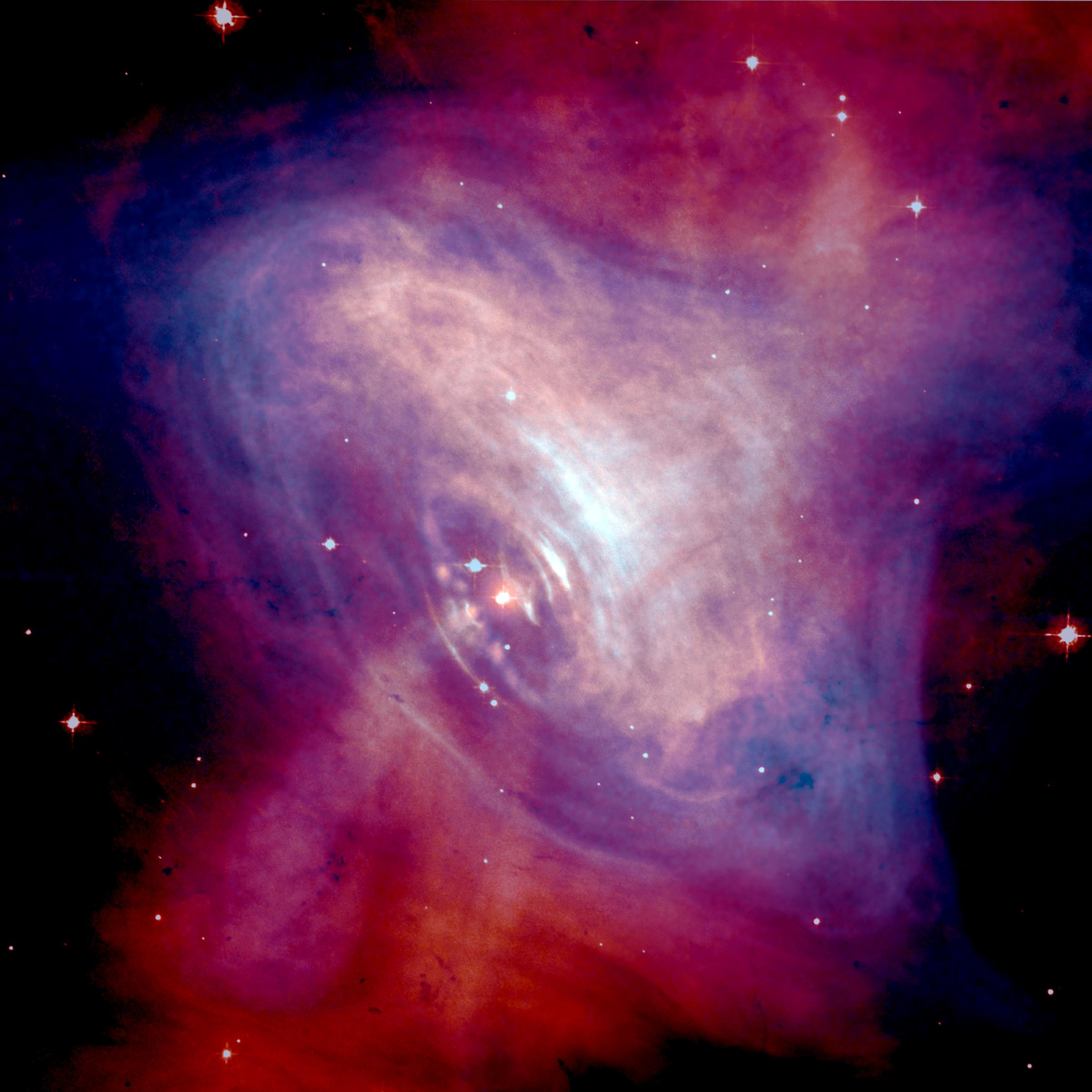
La parte interna della nebulosa del granchio. La parte centrale mostra il plerione, con la stella rossa al centro rappresentata dalla Pulsar del granchio. L'immagine combina i dati ottici di Hubble (in rosso) e quelli dei raggi X di Chandra (in blu).

Per Plerione (in inglese pulsar wind nebula, abbr. PWN, PWNe plurale, traducibile come nebulosa creata dal vento della pulsar), dal greco "πλήρης", pleres, che significa pieno, si intende un tipo di nebulosa che si trova all'interno dell'involucro dei resti di supernova (SNRe) ed è alimentato dai venti generati dalla sua pulsar centrale. Queste nebulose sono state scoperte nel 1976 come piccole depressioni alle lunghezze d'onda radio vicino al centro dei resti di supernova. In seguito si è scoperto che sono sorgenti di raggi X e probabilmente anche di raggi gamma. 

## Evoluzione dei plerioni
I processi che creano i plerioni sono complicati e si evolvono attraverso varie fasi che precedono la creazione di una cosiddetta nebulosa reliquia, visibile come una bolla ariosa, una nebulosa a conchiglia o un bow shock. Nuovi plerioni compaiono entro le prime migliaia di anni dalla nascita di una pulsar e spesso sembrano una serie di conchiglie all'interno del residuo della supernova, ad esempio il piccolo plerione all'interno della regione interna della Nebulosa del Granchio, o la nebulosa all'interno del grande residuo della Supernova delle Vele e la sua associata Pulsar delle Vele. 
Mentre il plerione invecchia, la nebulosa del residuo di supernova si dissipa e scompare. Col tempo, i plerioni possono cambiare comportamento e diventare nebulose reliquie che circondano le pulsar radio millisecondi o persino pulsar rotanti più vecchie e più lente. Si stima che i plerioni durino circa 15000 anni, dopo di che il guscio si dissipa quando le energie delle pulsar che li alimentano diminuiscono e non sono più rilevabili. È importante sottolineare che questo dipende dalla velocità con cui viene persa l'energia dalla pulsar man mano che la sua velocità centrifuga rallenta, e questo è un fattore variabile tra le pulsar conosciute. 

## Proprietà dei plerioni
I venti provenienti dalle pulsar sono composti da particelle cariche (plasma) accelerate a velocità relativistiche dai campi magnetici a rotazione rapida estremamente potenti, sopra 1 teragauss (100 milioni di tesla), e sono generati dalla pulsar rotante. Il vento pulsar si diffonde spesso nel mezzo interstellare circostante, creando un'onda d'urto permanente chiamata "shock di terminazione del vento", dove la materia viene rallentata a velocità sub-relativistica. Oltre questo raggio, l'emissione di sincrotrone aumenta nel flusso magnetizzato. Questi processi possono accendersi e spegnersi con molte inversioni e questo crea i numerosi gusci visibili centrati sulla pulsar. 
I plerioni mostrano spesso le seguenti proprietà: 
- Una luminosità crescente verso il centro, senza una struttura a conchiglia, come si vede nella maggior parte dei resti di supernova.
- Un flusso altamente polarizzato e un indice spettrale piatto nella banda radio, α=0-0,3. L'indice si rafforza alle energie dei raggi X a causa delle perdite di radiazioni di sincrotrone e in media ha un indice di fotoni a raggi X di 1,3–2,3 (indice spettrale di 2,3–3,3).
- Una dimensione ai raggi X che è generalmente inferiore della loro corrispettiva dimensione nella banda radio e ottica (a causa della minore durata della radiazione sincrotrone degli elettroni di energia superiore)[9].
- Un indice di fotoni alle energie dei raggi gamma di ~2,3 TeV.

I plerioni possono rappresentare prove significative dell'interazione di una stella pulsar/neutroni con l'ambiente circostante. Le loro proprietà uniche possono essere utilizzate per studiare la geometria, l'energia e la composizione del vento delle pulsar, la velocità spaziale della pulsar stessa e le proprietà del mezzo ambientale. 